# Iris Chang
Iris Shun-Ru Chang, född 28 mars 1968, död 9 november 2004 var en amerikansk författare och historiker. Chang slog igenom med boken Thread of the Silkworm, som handlade om den kinesiske vetenskapsmannen Qian Xuesen. Hon fick också stor uppmärksamhet för en bok om Nankingmassakern och för att ha upptäckt den tyske affärsmannen John Rabes dagbok om händelserna i Nanking.
I samband med att hon utförde research rörande amerikaner i japansk krigsfångenskap, dödsmarschen från Bataan, insjuknande hon i djup depression och tog sitt eget liv under hösten 2004.